# Codex Omega
Codex Omega – dziesiąty album studyjny greckiego zespołu death metalowego Septicflesh wydany 1 września 2017 roku przez Season of Mist. Jest to pierwszy album nagrany bez wieloletniego perkusisty Fotisa Benardo, a zarazem pierwszy nagrany z Krimhem.

## Lista utworów
1. "Dante's Inferno" - 5:34
2. "3rd Testament" - 4:08
3. "Portrait of a Headless Man" - 5:00
4. "Martyr" - 5:07
5. "Enemy of Truth" - 4:55
6. "Dark Art" - 5:24
7. "Our Church, Below the Sea" - 3:59
8. "Faceless Queen" - 5:20
9. "The Gospels of Fear" - 3:41
10. "Trinity" - 4:07

Utwory dodatkowe:
1. "Martyr of Truth" - 11:36
2. "Dark Testament" - 7:51
3. "Portrait of a Headless Man (orchestral version)" - 5:01

Autorem tekstów jest Sotiris V., muzykę napisali Christos A., Spiros A., Sotiris V. I Kerim Lechner

## Twórcy
- Spiros A. - Wokal, Gitara Basowa, Okładka
- Christos A. - Gitary, Instrumenty Klawiszowe
- Sotiris V. - Gitary, Wokale, Instrumenty Klawiszowe, Słowa
- Krimh - Perkusja